# Cankova
Cankova (em húngaro:  Vashidegkút, em alemão:  Kaltenbrunn) é um município da Eslovênia. A sede do município fica na localidade de mesmo nome.